# Удунга (река)
Удунга́ (бур. Υдэнгэ гол) — река в Селенгинском районе Бурятии, левый приток Темника. Длина — 59 км.

## Описание
Берёт начало на водоразделе Хамар-Дабана на западном склоне горы Салан (1470 м). Течёт порядка 20 км горным потоком в таёжной местности в юго-восточном направлении, затем поворачивает на 90° к юго-западу, образуя межгорную долину, отделяющую Хамбинский хребет от центрального Хамар-Дабана. В середине долины после местности Тарбагатай, где в советское время располагался посёлок леспромхоза, принимает правый крупный приток Удунгушку. Далее долина незначительно расширяется (200—300 метров), по берегам расположены животноводческие фермы и кошары. В месте слияния с Темником делится на рукава, образуя болотистую низменность.

## Населённые пункты
В устье на левом берегу расположен улус Удунга. В XIX веке по долине реки проходил Удунгинский купеческий тракт со станциями. Тракт шёл от Тамчи вверх по долинам Темника, Удунги и Удунгушки на перевал и далее вниз по реке Мысовке на Мысовск к побережью Байкала. В XX веке на Удунге существовал посёлок Баратуйского леспромхоза Тарбагатай.